# Bowron Lake Park
Bowron Lake Park är en park i Kanada.   Den ligger i provinsen British Columbia, i den centrala delen av landet, 3 300 km väster om huvudstaden Ottawa. Bowron Lake Park ligger 1 369 meter över havet.
Terrängen runt Bowron Lake Park är bergig norrut, men söderut är den kuperad. Terrängen runt Bowron Lake Park sluttar västerut. Trakten runt Bowron Lake Park är nära nog obefolkad, med mindre än två invånare per kvadratkilometer.. Det finns inga samhällen i närheten.
I omgivningarna runt Bowron Lake Park växer i huvudsak barrskog.